# ماركو لوبيز
ماركو لوبيز (بالإنجليزية: Marco Lopez)‏ هو سياسي أمريكي، ولد في 7 أبريل 1978 في المكسيك. حزبياً، نشط في الحزب الديمقراطي.